# Euagrus comstocki
Euagrus comstocki är en spindelart som beskrevs av Willis J. Gertsch 1935. Euagrus comstocki ingår i släktet Euagrus och familjen Dipluridae. Inga underarter finns listade i Catalogue of Life.